# Leptostylus calcarius
Leptostylus calcarius es una especie de escarabajo longicornio del género Leptostylus, categorizada en la tribu Acanthocinini, de la subfamilia Lamiinae. Fue descrita por Chevrolat en 1862.

## Descripción
Mide 8,3-11,4 mm de longitud.

## Distribución
Se distribuye por Cuba.